# Џоунс Крит (Тексас)
Џоунс Крит (енгл. Jones Creek) град је у америчкој савезној држави Тексас.

## Демографија
По попису из 2010. године број становника је 2.020, што је 110 (-5,2%) становника мање него 2000. године.
| Група             | 2000.         | 2010.         |
| Белци             | 1.673 (78,5%) | 1.390 (68,8%) |
| Афроамериканци    | 11 (0,5%)     | 37 (1,8%)     |
| Азијати           | 13 (0,6%)     | 7 (0,3%)      |
| Хиспаноамериканци | 387 (18,2%)   | 538 (26,6%)   |
| Укупно            | 2.130         | 2.020         |